# Völs am Schlern

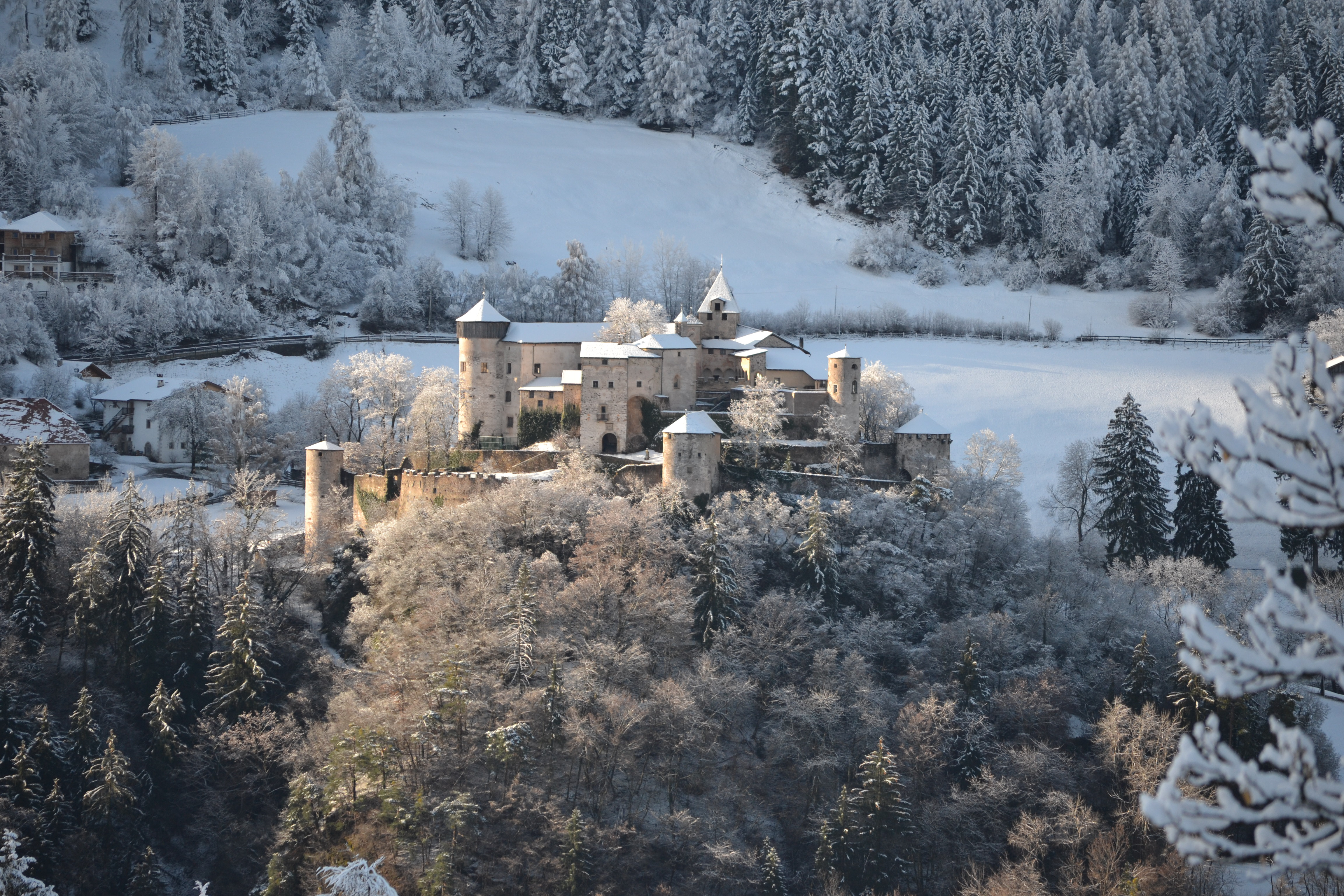
Prösels kasteel in het dorp Völs am Schlern

Völs am Schlern (Italiaans: Fiè allo Sciliar) is een gemeente in de Italiaanse provincie Zuid-Tirol (regio Trentino-Zuid-Tirol) en telt 3118 inwoners (31-12-2004). De oppervlakte bedraagt 44,4 km², de bevolkingsdichtheid is 71 inwoners per km². Er zijn onder andere een treinstation, visgelegenheden en zwembaden.

## Geografie
De gemeente ligt op ongeveer 880 m boven zeeniveau.
Völs am Schlern grenst aan de volgende gemeenten: Cornedo all'Isarco, Kastelruth, Ritten, Tiers.